# Три колесницы
Три колесницы, Трияна (санскр. त्रियान, IAST: tri-yāna; кит. 三乘, сань-чэн; кор. 삼승, самсын; яп. サンジョウ, сандзё:; вьет. tam thừa; тиб. theg pa gsum)
Три колесницы (учение о трёх колесницах представлено в махаяне), которые переправляют существ через сансару на берег нирваны. Как правило, махаянисты (см. Аштасахасрика) различают три колесницы следующим образом:
1. Колесница шраваков (слушателей или последователей): Шравакаяна.
2. Колесница пратьекабудд (просветляющихся \ пробуждающихся для самих  себя): Пратьекабуддаяна.
  - Обе эти колесницы иногда называют Хинаяной или Малой колесницей.
3. Колесница бодхисаттв (спасающих всех существ): Махаяна (Великая колесница).

Другая распространённая (также махаянская)  классификация:
1. Хинаяна
2. Махаяна
3. Ваджраяна («Алмазная колесница»)

Иногда колесницы изображаются в виде телег, запряжённых, соответственно, козлом, оленем и быком.

## Различные интерпретации Трех колесниц
Махаяна различает: 
- колесницу шраваков — хинаяну (Малую колесницу), приводящую после долгого или короткого периода к архатству,
- колесницу пратьекабудд — мадхьямаяну (Среднюю колесницу), также приводящую после долгого или короткого периода к буддовости (санскр. - буддхата), достигаемому аскетическими практиками,
- колесницу бодхисаттв — махаяну (Великую колесницу), приводящую через неисчислимое время спасения существ и последовательное просветление к высшему буддовости (буддхата).

Другая интерпретация:
- Махаяна — поучения для истинных бодхисаттв,
- Мадхьямаяна — пратьекабудды без невежественного аскетизма,
- Хинаяна — шраваки с невежественным аскетизмом.

Согласно Лотосовой сутре, существуют: 
- Малая колесница — чистые и простые практики, описанные в Четырёх Агамах. Шраваки описываются как слушающие Четыре Благородные Истины, ограниченные в степени развития по пути просветления. Пратьекабудды просветлены в цепи 12 нидан.
- Великая колесница, в которой бодхисаттвы совершенствуются в шести парамитах (духовных переправах) и просветлении.
- Экаяна (или Буддаяна) — Единая колесница, приводящая всех к буддовости. Сутра Лотоса Благого Закона утверждает, что есть лишь одна Единая колесница Будды, а Три колесницы были даны как искусные средства в соответствии со способностями учеников. Сутра Лотоса, таким образом, согласно махаяне, является объединяющим, полным и завершающим поучением Будды. О концепции Единой колесницы также говорится в китайском тексте VIII века "Сутра помоста"\ "Алтарная сутра", автором которой традиционно считают Шестого патриарха Чань \ Дзен Хуэйнэна.